# ルジチカ大員環合成
ルジチカ大員環合成（ルジチカだいいんかんごうせい、Ruzicka large ring synthesis）あるいはルジチカ反応、ルジチカ環化は、酸化トリウム (ThO2) のような触媒存在下、高温でジカルボン酸から環状ケトンを合成する有機反応である。1926年に本反応を開発したラヴォスラフ・ルジチカに因んで命名された。
合成ムスコンであるエキサルトン（exaltone、シクロペンタデカノン、デスメチルムスコン）の合成に応用された。